# サッカー文化
サッカー文化（サッカーぶんか）とは、サッカー、フットサル、ビーチサッカー等の様な「手の使用が極端に制限されているフットボール競技」（蹴球）に関する大衆文化の一種のことである。
また、言葉の用法としてはその国や地域などにおいてサッカー単体がスポーツ競技として、人々から長い年月に渡って幅広く親しまれているという意味を込めて使われる場合もある。サッカー競技が成熟した社会。

## 組織

### 統括組織
統括組織は国際サッカー連盟(FIFA)を頂点にその傘下に属する欧州サッカー連盟(UEFA)等の様な6つの大陸連盟と、更にその傘下に属する200以上の国と地域単位で組織された各サッカー協会によって構成されている。また、FIFAに加盟している各サッカー協会は必ず、当該大陸の大陸連盟にも同時に加盟している。例えば、日本のサッカー競技を統括している日本サッカー協会(JFA)はアジアサッカー連盟に加盟している。ただ、例外的に政治的な問題などの理由でFIFAに加盟していない国や地域もごく少数ながら存在している。
なお、FIFAや大陸連盟の他にも、東アジアサッカー連盟の様に周辺の各国サッカー協会で組織された地域連盟も世界各地に存在している。しかし、こちらは大陸連盟の管轄ではなく、FIFAの直接的な管轄下となっている。

### 選手協会
各サッカーリーグごとに、サッカー選手の立場からの意見を発信する事などを目的に、プロサッカー選手を会員とした選手協会が設立されている場合がある。Jリーグにおける選手協会はJリーグ選手協会(JPFA)である。なお、イングランドのプロフットボール協会(PFA)の会員による投票によって決められる「PFA年間最優秀選手賞」と「PFA年間最優秀若手選手賞」、「PFA年間ベストイレブン」を受賞する事はイングランドでプレーする全ての選手にとっては大変名誉な事である。
また、国際的な機関には国際プロフットボール選手協会(FIFPro)があり、「FIFPro年間最優秀選手賞」や「FIFA/FIFProベストイレブン」などを世界中のプロサッカー選手の投票によって選出している。

### クラブ連合
FIFAやUEFAへ対抗するために欧州の各クラブによって設立されたのがG-14である。ただ、2008年1月にFIFAやUEFAと和解した為に解散、新たに欧州クラブ協会(ECA)が設立された。

## 試合
サッカーの試合(公式戦)は、一般的に国際サッカー評議会(IFAB)が国際的なルール策定を行い、サッカーやラグビーなどに使用を限定した球技専用スタジアムやサッカーピッチを備えた屋外多目的競技場などでリーグ戦やカップ戦、対戦する当該チーム同士などによる小規模で主催する練習試合などを通して行われている。また、対戦形式によってはダービーマッチと呼ばれる対戦形式が組まれる事があり、選手やサポーターのみならず、国内外のサッカーファンの注目を集める事もある。なお、試合会場ではマッチデープログラムと呼ばれる出版物が有料や無料の形で提供されている。ちなみに、サッカー界ではFIFAや各大陸連盟が加盟国のナショナルチームやクラブチームの試合結果を基にポイント集計してFIFAランキングやUEFAランキングとして発表し、各主催大会の出場枠を決定する判断材料として、利用している場合もある。

### 日程
サッカーのリーグ戦やカップ戦の競技日程は主に「春秋シーズン制」(例年3月頃-同年12月頃の約10ヶ月間)と「秋春シーズン制」(例年8月頃-翌年5月頃の約10ヶ月間)の大きく2種類に分けられ、更に詳細な競技日程はその国の気候や試合数、FIFAワールドカップなどといった国際大会の有無、他競技との兼ね合い等で決定される。加えて、試合の開催日は隔週の土曜日・日曜日・水曜日のいずれかに1-2試合程度で開催されるのが一般的で、欧州の国々によっては寒冷地での雪や霜によるピッチへの影響や、バカンスの目的でリーグ戦やカップ戦を年末年始の期間に中断して短期間の冬期休暇(Winter Break)を導入している事もある。
なお、欧州ではほとんどの国々が「秋春シーズン制」を採用しているが、ロシアなどの極めて厳しい寒冷地域や南米のブラジル、アルゼンチンなどといった国々では主に「春秋シーズン制」を採用している場合が多く、日本国内ではJリーグを始めとした多くのプロアマリーグは「春秋シーズン制」を採用している。
FIFAのゼップ・ブラッター会長がアメリカ合衆国のMLS側に対して、「春秋シーズン制から秋春シーズン制への変更」を促したが、MLS側はカナダや北米大陸の冬場の天候が厳しい事を理由に変更を拒否した事がある。また、ドイツではサッカー専門誌などが現地の厳しい冬場の天候を理由に現行の秋春シーズン制に対して異議を唱えた事もある。
また、この他にもFIFAが定める「国際Aマッチデー」(International Match Day)という制度がある。これは、かつて各サッカー協会が選手自身やクラブの都合にあまり関係なく自由に選手を招集してきたものの、1995年のボスマン判決以降は選手の移籍が国際的に行われる様になり、クラブ側が選手に対して払う給料なども高額になった為に、所属先のクラブ側と招集した各サッカー協会の間でトラブルが頻発する様になった。
そこで、この様な事態を重く見たFIFAは新たに同制度を設け、年間約10日間前後(約7試合前後)は各サッカー協会が優先的に選手を公式戦や国際親善試合に招集する事を可能にした。なお、この期間内でクラブ側が所属選手の招集を拒否をすると、FIFAから何らかの罰則が下される事があり、クラブ側が各サッカー協会側に公式戦は開催日より5日前まで、国際親善試合は開催日より2日前までに選手を戻さなければならないが、選手がケガなどをした場合はクラブ側に対して金銭的な補償は無い。ただし、各サッカー協会が選手を戻せるのは年間7回までが限度である。

### リーグ戦
リーグ戦については、FIFAが承認した国や地域のサッカー協会は傘下に一つだけ、基本的には現地のサッカー協会が管轄・運営するFIFA公認のサッカーリーグを持つ事が許されている。また、それらのサッカーリーグは大抵の場合は男女別に分かれてプロフェッショナルやアマチュアなどの形態で運営されているのが一般的である。なお、FIFAや各大陸連盟の主催するクラブチームやナショナルチームの大会にはFIFAが承認した国や地域のサッカー協会に籍のあるチームや選手しか出場する事が出来ない。
なお、野球やバスケットボールなどといった他の球技は競技の発祥国であるアメリカのMLBやNBAが「唯一にして世界最高峰のプロリーグである」と言われているが、サッカー界の場合はサッカー競技の世界的な普及率や歴史、競技団体の構造的な違い等から、いくつかの著名なサッカーリーグが欧州において存在している。特に人気や実力の面で共に世界最高水準にあるとされているのが、スペインのリーガ・エスパニョーラ、イングランドのプレミアリーグ、イタリアのセリエAの欧州主要3リーグで、日本では欧州3大サッカーリーグとも呼ばれている。また、場合によっては上記の3リーグの他にドイツのブンデスリーガ、フランスのリーグ・アンを含めて、欧州5大サッカーリーグと呼ぶ場合もある。
世界の主なサッカーリーグ
|                      | 名称                                               | 主催・管轄                |
| -------------------- | -------------------------------------------------- | ------------------------- |
| スペイン             | ラ・リーガ                                         | LFP                       |
| イングランド         | プレミアリーグ                                     | （株）プレミアリーグ      |
| イタリア             | セリエA                                            | レガ・セリエA             |
| ドイツ               | ブンデスリーガ                                     | DFL（1部、2部）DFB（3部） |
| オランダ             | エールディヴィジ                                   | KNVB                      |
| フランス、モナコ公国 | リーグ・アン                                       | FFF                       |
| ブラジル             | カンピオナート・ブラジレイロ（ブラジル全国選手権） | CBF                       |
| アルゼンチン         | プリメーラ・ディビシオン                           | AFA                       |
| 日本                 | Jリーグ                                            | （社）Jリーグ、JFA        |
| 韓国                 | Kリーグ                                            | KFA                       |
| 中国                 | 中国超級                                           | CFA                       |

### カップ戦
カップ戦（選手権大会）には以下の様に男女別に分かれて、主にクラブチームとナショナルチームを対象に幾つかのものがある。
|                          | 主催・管轄               | 対象チーム                   | 主な大会                                         |
| ------------------------ | ------------------------ | ---------------------------- | ------------------------------------------------ |
| 国内選手権大会           | 各サッカー協会、傘下団体 | 国内のチーム（年齢無制限）   | 天皇杯、Jリーグ杯、全国高校サッカー選手権        |
| 大陸選手権大会           | 各大陸連盟               | 加盟国のチーム（年齢無制限） | UEFAチャンピオンズリーグ、EURO                   |
| 世界選手権大会           | FIFA                     | 加盟国のチーム（年齢無制限） | FIFAワールドカップ、FIFAクラブワールドカップ     |
| 地域選手権大会           | FIFA直属の地域連盟       | 加盟国のチーム（年齢無制限） | 東アジアサッカー選手権                           |
| 年代別大陸選手権大会     | 各大陸連盟               | 加盟国のチーム（U-16、U-19） | AFC U-16選手権、AFC U-19選手権                   |
| 年代別世界選手権大会     | FIFA                     | 加盟国のチーム（U-17、U-20） | FIFA U-17ワールドカップ、FIFA U-20ワールドカップ |
| 夏季五輪大陸予選（男子） | 各大陸連盟               | 加盟国のチーム（U-21、U-22） | UEFA U-21欧州選手権                              |
| 夏季五輪大陸予選（女子） | 各大陸連盟               | 加盟国のチーム（年齢無制限） | AFC女子サッカー予選大会                          |
| 夏季五輪本大会（男子）   | IOC、FIFA                | 加盟国のチーム（U-23+OA枠）  | 夏季五輪男子サッカー競技                         |
| 夏季五輪本大会（女子）   | IOC、FIFA                | 加盟国のチーム（年齢無制限） | 夏季五輪女子サッカー競技                         |
| FIFA非加盟国大会         | NF-Board                 | 加盟国のチーム               | VIVAワールドカップ                               |

これらのカップ戦の中にはある一定の出場制限を設けているカップ戦もある。例えば、夏季五輪男子サッカー競技はその代表的な例で、FIFAワールドカップと開催意義を区別するためにオーバーエイジ枠（OA枠）選出の選手以外は23歳以下の選手のみが出場を許されている。ただ、それとは逆に選手強化の目的であえて年齢制限を設定しているカップ戦もあり、FIFA U-20ワールドカップなどはその典型的な例である。
世界中にあるカップ戦の中で世界的に最も有名なものが、4年に1回開かれるFIFAワールドカップ（W杯）である。このカップ戦で優勝する事は世界中のサッカー選手にとって最も名誉な事であるが、それゆえに競技レベルも非常に高く、大陸予選を通過して本大会に出場する事自体が並大抵の事ではない。また、4年に1回しか開催されない事もあって、世界的な名選手であってもFIFAワールドカップで優勝する事は簡単な事ではない。
なお、FIFAワールドカップ以外にも、欧州大陸地区限定で行われているカップ戦は欧州各国だけでなく、その他の大陸地区でも人気が高く、UEFAが各加盟国のクラブチームやナショナルチームを対象にして「欧州王者」のチームを決める大会であるUEFAチャンピオンズリーグやUEFA欧州選手権は日本などでも人気があるカップ戦である。

### 八百長試合
八百長試合は、サッカーの試合自体が世界的な賭博の対象 にもなっている事から、第三者から口利きや金品の授受などを受けた選手や審判などが手を染めやすく深刻である。また、この他にも1994年に発覚したベルナール・タピ会長主導によるマルセイユ、2006年に発覚したユヴェントスGMのルチアーノ・モッジらによるカルチョ・スキャンダルの様に特定のチームの成績を上げようとする目的で行われる事もある。

## 施設

### スタジアム
サッカー競技が盛んに行われている欧州や南米などのサッカーの試合は、街中や交通アクセスが整備されている郊外に建設されたサッカーやラグビーなどに使用を限定した球技専用スタジアムで行われているのが一般的である。また、世界中に数多くあるスタジアムの中には、その国で「サッカーの聖地」と称されているスタジアムがある。日本では「国立霞ヶ丘競技場陸上競技場」（国立競技場）がそれにあたる。
なお、スタジアムの整備は基本的に地元自治体側が整備するケースとクラブ側が自前で整備するケースが一般的である。地元自治体側が整備するの場合、スタジアムは税金などの公金によって建設され、所有権は地元自治体側に帰属したままクラブ側に貸し出す形で運営されている。また、クラブ側が自前で整備する場合、スタジアムはクラブ自身が発行した株式による資金調達や民間の出資などによって建設され、所有権は建設したクラブ側に帰属して運営されている。この他、官民共同で整備するケースなどもある。2000年代以降は、所有権は地元自治体側に帰属したまま運営権のみをクラブ側が取得するケースが増えてきている。例えば、インテル・ミラノとACミランのホームスタジアムであるジュゼッペ・メアッツァ（サン・シーロ）は2000年に両クラブの共同出資によって設立された「サン・シーロ2000」という会社に運営業務が委託されている。日本でも2006年から鹿島アントラーズの運営法人である「株式会社鹿島アントラーズFC」が指定管理者として同クラブのホームスタジアムである茨城県立カシマサッカースタジアムの運営業務を行っている。
元々、現在の様なスタジアムが登場する以前は「ピッチの周囲に盛り土をして単にイスを置くだけ」という簡素な作りであったが、1899年にスコットランド出身の建築家であるアーチボルド・リーチがアイブロックス・スタジアムを設計してから状況が一変する。それまでは上述の様な形がごく一般的であったが、リーチは観客席の地面を試合が見易い程の傾斜を付けた上にコンクリートで地面を固めて、更に観客席の周囲に二階席や観客席全体を覆う屋根と観客席の安全バーを設けるというこれまでに無い利便性や安全性などを重視した設計をして英国中に衝撃を与えた。その後もリーチはオールド・トラッフォードやハイベリーといった英国中の名立たるスタジアム設計を次々と手がけて、現在のサッカースタジアムの基礎を形作った。特にリーチが設計した数多くあるスタジアムの中のひとつのクレイヴン・コテージは、日本の文化財に該当する英国の「指定建造物」に指定されている。また、1989年に起きたヒルズボロの悲劇はスタジアム建設に大きな影響を与えた。死者95人という大惨事となったこの事故後、当時のイギリス政府はテイラー判事を団長とした調査団を作り、「国民的ゲームであるサッカーを安全に楽しく観戦するためには、全てのスタジアムの大改築が必要」とのテイラー報告書に基づいて、立見席を全て椅子席に改築した。更に、2000年代以降に建造されたスタジアムの中には単に体育施設としての機能だけでなく、アムステルダム・アレナやザンクト・ヤコブ・パルクの様にスタジアムの中にショッピングセンターといった、競技以外のその他の要素をふんだんに取り入れた多機能型のスタジアムが続々と建造されている。
日本国内では1960年に日本で初めてとなる球技専用スタジアム(サッカー専用球技場)として、さいたま市大宮公園サッカー場が完成したが、そもそも日本には野球場以外の球技専用スタジアムがほとんどなく、ドーム球場や国内にある数少ない球技専用スタジアムをホームスタジアムにしている一部を除く、ほとんどのJリーグのクラブは主に国民体育大会などの本来は別の目的で建設され、稼働率確保の意図もあり陸上競技場の機能も備えた屋外多目的競技場をほぼそのままの形でホームスタジアムとして指定して主催試合を行っているのが現状である。また、2002 FIFAワールドカップの開催を機に多くのスタジアムが新設されたが、その多くは交通アクセスが大変不便な条件下にある屋外多目的競技場である為に、Jリーグのクラブが利用している現在のホームスタジアムでは新設や既存に関係なく、施設の利用者が交通アクセスや試合観戦などの面において何らかの不便を強いられる事も少なくない。なお、欧州ではUEFAエリートスタジアムという称号がある。

### 練習場
日本サッカー協会では施設面の充実を図っており、清水ナショナルトレーニングセンター、Jヴィレッジ、堺市立サッカー・ナショナルトレーニングセンターなどの施設を地元自治体や民間企業と共同で整備している。

## チーム
日本では、主に都市や地域単位で編成されているチーム(クラブチーム)、企業単位で編成されているチーム(実業団チーム)、学校単位で編成されているチーム(同好会、部活動)等に分けられる。また、国籍単位で編成されるナショナルチーム(日本代表)や、期間限定でJリーグオールスターサッカーや慈善試合(チャリティーマッチ)などの目的で特別に編成される選抜チームもある。

### 本拠地
サッカーでは本拠地の事をプロ野球地域保護権などにあたる「フランチャイズ」とは言わず、「ホームタウン」と呼んでいる。これは、各々のクラブの成り立ちがその地域と密接な関係があり、現在でもその地域の社会において密着した活動をしているからである。なお、日本でもJリーグがJリーグ百年構想を掲げて様々な社会的活動をしている。

### 名称
元々、欧州各国に本拠地を置くクラブは行政区分や職業、学校、教会などの共通の交流機会を持った人々が主体となって結成された例が多く、これらの中にはクリケットやラグビーなどといった他の競技からサッカーへ移行したクラブや共通の行政区分内で異なるクラブ同士がかつて合併した影響で現在の様な名称になったクラブも多く、クラブの名称でそのクラブが持つ起源や変遷をうかがい知る事も出来る。
なお、欧州各国に本拠地を置くクラブの名称の後には「フットボールクラブ」(Football Club)の略称である「FC」や「クラブ・デ・フットボール」(Club de Fútbol)の略称である「CF」を付けている例が多いが、これらがマスコミ報道などで一般的に表記される事はあまり無く、普段は地域名や愛称のみで呼ばれる事がほとんどである。その一方で、日本や韓国、中国に本拠地を置くクラブの名称には「地域名＋愛称」や「地域名＋企業名＋愛称」、「企業名＋愛称」の例が多いが、これは北米4大プロスポーツリーグの影響や実業団チームを母体にクラブチーム化しているためである。
なお、日本国内においてはスポーツ活動を“教育の一環”や“企業の福利厚生”、“親会社の広告塔”として学校や企業を中心にして取り組んできた経緯があった事からJリーグが目指していた「地域に根ざしたスポーツクラブ」という欧州的なスポーツクラブの運営方法は当時の企業スポーツ全盛下にあったJSL所属の実業団チームを抱える親会社などからはなかなか理解してもらえなかった。その為、日本サッカー協会内のプロリーグ検討委員会は原則として普段使用するクラブ名は「地域名＋愛称」の「チーム呼称」としながらも、親会社への妥協案として正式な名称を「運営法人名」、「チーム名称」、「チーム呼称」の3種類に分けた。
例：ジェフユナイテッド千葉の場合
1. 運営法人名 「株式会社 東日本ジェイアール古河サッカークラブ」
2. チーム名称 「ジェフユナイテッド市原・千葉」
3. チーム呼称 「ジェフユナイテッド千葉」

### エンブレム
サッカーのチームにおけるエンブレムは一般的に紋章(シンボル)の意味で使用されている。また、エンブレムのデザインは主にそのクラブの名称や歴史、チームカラーなどを参考にして制作されているが、日本のプロ野球や北米4大プロスポーツが使用しているペットマークと違ってデザインを頻繁に変更する事はあまり無い。

### 経営
サッカーの世界では自国以外でも知名度や人気があり、自身でも世界的な規模で商業活動を行っているクラブの事をビッグクラブ（名門クラブ）と呼んでいる。また、イタリアではホームタウン内で中小規模に商業活動しているクラブの事をプロビンチャと呼んでいる。ただ、チームの経営手法は各国によって若干異なっている。例えば、イタリアやスペインといったいわゆる「大陸側」では、選手の補強や放出などといった業務は主にGMなどといった身分の人間が中心になって行っているが、イギリスでは昔から監督がチーム作りの全権を握っている事から選手の補強や放出、チームが使用する宿泊所などの手配といった業務も監督自身が行っている事が多い。
クラブの経営形態としては、一般的な株式会社形態とFCバルセロナやレアル・マドリードなどが採用している非営利団体形態(総合型地域スポーツクラブ)の2種類に大きく分ける事が出来る。また、フロントの主な業務としてはクラブによってその運営規模や名称、役割などには多少の違いが見られるものの、会長、副会長、役員会、ゼネラルマネージャー（GM）または最高経営責任者（CEO）などといった経営陣の下に「強化・育成」、「運営・渉外」、「広報」、「営業・マーケティング」、「総務・経理」の5部門に分けられる。なお、ドイツのブンデスリーガでは「健全なリーグ及びクラブ経営」を模範としている事からブンデスリーガに加盟する各クラブへの経営監査は欧州の中でも厳格で、クラブの経営状態によっては昇格の取り消しや下部リーグへの降格、ブンデスリーガからの脱退といった厳しい処分が下される場合もある。
株式会社形態で経営されているクラブでは、そのほとんどが自身の株式を非公開にしている事が多く、オーナーによる経営が一般的である。また、サッカーが盛んなに行われている欧州や南米では社会的な成功を収めた富裕層がプロサッカークラブのオーナーになることは一種の社会的なステータスだと見なされている事から、その所有権は高額な価格で盛んに取引されている。なお、株式会社形態で経営されているクラブの中には一部ではあるが一般の株式市場に上場しているケースもある。これは、1983年10月にトッテナム・ホットスパーがサッカー界で初めて上場したが、1989年に起きた「ヒルズボロの悲劇」でイギリス国内のスタジアム施設の安全基準が厳しくなったのを契機にイギリス国内の各クラブがスタジアムの改築資金を捻出するために次々と上場を果たしたが、現在では欧州各国のクラブが選手の獲得費用などといった運営資金を調達する目的で上場している。
非営利団体形態（総合型地域スポーツクラブ）で経営されているクラブでは、サッカーチームの他にもバスケットボールといった他競技のプロ・アマチームをいくつか擁している事が多く、こういった場合にはサッカーチームもその一部門でしかない。一般的にはそのクラブのオーナーが会長などの役職名で経営トップを務めている事が多いが、この様な経営形態のクラブでは経営トップを自身のソシオ（会員）による定期的な会長選挙によって選出している。なお、この様な経営形態のクラブは年1回ごとに総会などを開催して定期的に年度会計を自身のソシオに報告する義務があり、更にクラブがチームの強化方針などを決定するには自身のソシオが最終的に総会などで新年度予算案を可決する必要がある。また、部長職以下のエヘクティーバ（Ejecutiva）はクラブ側から報酬を受け取りながら勤務するが、会長や会長に任命された幹部級らディレクティーバ（Directiva）は基本的に無報酬で勤務するのが一般的な事から、他の職業を兼務するのが普通である。加えて、クラブによっては会長と副会長がクラブの年間予算の約10%程を自身で保障しなければならない義務があるクラブも存在する。
クラブの主な収入源としては、試合などの入場料、テレビやラジオなどの放映権料、レプリカユニフォームやグッズ販売などのロイヤルティー権料、ユニフォームや試合会場などへの広告掲示によるスポンサー権料、オーナーなどからの出資金、所属選手放出による移籍金が挙げられる。それらの中でもロイヤリティーシップ、スポンサーシップ、オーナーシップによる収入源の差がビッグクラブとプロビンチャで大きな収入格差が出来る。

### 経営危機
近年は欧州のサッカー界を中心に問題となっているのがチームの債務超過や経営破綻である。これは、主に1990年代後半に起こった放映権料の高騰とボスマン判決による選手の移籍環境の変化で、当時は欧州で資金力のある名門チームを中心にしてシーズンオフや1月の移籍期間になると、チームの間で数億円クラスの高額な移籍金になった移籍案件の取引が毎年の様に行われ、中には移籍金の額が日本円で約50〜100億円にまで上昇した選手の移籍案件までもが稀に取引された事もあった。しかし、放映権料収入が頭打ちとなると、欧州では選手補強にかかった資金を回収しきれなくなったチームが続々と債務超過に陥り、2002年にはACFフィオレンティーナが経営破綻、ラツィオなどにも経営危機が起こる。
しかし、その様な状況を変えたのが2000年代初頭からの新興国を中心とした世界的な好景気である。この世界的な好景気で台頭したロシアや中東諸国の企業家や投資家によって、欧州の各国サッカーリーグのクラブチームやスタジアム建設も投機的な対象になり、特にFAプレミアリーグのチームやスタジアム建設を中心に次々と彼らによる買収やスポンサー契約が成立したが、その中でもロシアの有力なオリガルヒであるロマン・アブラモヴィッチによるチェルシー買収は世界的な話題となった。しかし、2008年にはアメリカ合衆国から発した世界的金融危機の影響で彼らからの投資は激減、彼らの投資に頼っていたクラブチームやスタジアム建設は大きな見直しを迫られた。これらの様な事態を憂慮してUEFAが欧州クラブサッカー界の将来的な財政健全化を目的に「UEFAクラブライセンス」と「ファイナンシャル・フェアプレー」という制度を2012年から適用する予定であった。

## 監督
サッカーの監督はその国のチームによって、チームから与えられている権限が少々異なる。一般的に監督が行う仕事としては、選手への戦術・技術指導や戦術立案、試合中における采配などを主に行うが、イギリスではこれらの仕事の他に選手の補強や放出なども監督自身が行っているので、監督の事をイギリスでは他国の様に「ヘッドコーチ」ではなく、「マネージャー」と呼んでいる。
基本的にサッカーの監督は一部の例外を除いて、基本的に一つのチームでの任期が短い“短命政権”が多い。これは、サッカー界では監督の更迭や解任が多いからである。そのような理由としては以下の様な事が挙げられる。まず、サッカーが他の競技に比べると監督の采配が試合へ及ぼす影響力が大きく、監督の采配次第でチームの成績が大きく左右される事。次にチームの首脳陣や現場との戦術方針などでの軋轢で両者の関係が著しく悪化してしまい、結果として監督としての業務を遂行する事が極端に難しくなってしまう事などが主に挙げられる。つまり、これらの理由でチームの成績が低迷すれば、一般的に下部リーグなどへの昇降格制度を採用しているサッカー界、特にプロリーグに所属するクラブでは、下部リーグ降格が将来的なクラブの財政にまで大きな影響を及ぼしかねないからである。

## 選手
サッカー選手はその契約形態などによって、他のスポーツと同様にアマチュア契約のサッカー選手(アマチュア選手)とプロフェッショナル契約のサッカー選手(プロサッカー選手)、その他(社員選手など)に分けられる。Jリーグでは基本的に選手契約条件を満たした者に対してのみ、Jリーグの公式戦に出場できる資格を与えている。なお、Jリーグに籍を置いている選手の事を一般的にJリーガーと呼んでいる。また、学校に在学しながらJリーグの公式戦に出場している学生を俗称で「高校生Jリーガー」などと呼んでいる。
日本では、Jリーグが誕生するまでは一部の選手(スペシャル・ライセンス・プレーヤー)を除くとアマチュア選手が一般的であった。しかし、1993年にJリーグが誕生してからは日本でもプロサッカー選手という職業が一般的になった。なお、「プロサッカー選手を取り巻く環境の改善に取り組む」などの目的で組織されたJリーグ選手協会やJリーグキャリアサポートセンター(CSC)がある。また、それらの団体主催でシーズンオフ後に戦力外になった選手の合同トライアウトや引退した選手の進路サポート(セカンドキャリア支援)、現役選手の職業体験(キャリアデザイン支援)などを行っている。
海外では、新人選手のデビュー年齢は平均で17歳から18歳で日本とほとんど変わらないが、海外ではそれ以下の年齢であっても、クラブからある程度の実力が認められれば年齢に関係なくデビューすることも多い。しかし、日本では学校を卒業した後にクラブへ加入するのが一般的である。ただし、近年ではクラブからある程度の実力が認められれば、在学中であっても、Jリーグの下部組織や学校のサッカー部に籍を置きながら「特別指定選手」や「2種登録選手」に指定されてJリーグの公式戦に出場する事も可能で、彼らの中にはクラブとプロ契約を結ぶ者もいる。
サッカー選手の平均年齢は約26歳だと言われており、選手としての実力不足やケガによる現役生活の続行不能などから、30歳頃までに現役生活から引退をする事も多い。ただ、資金的に余裕のあるクラブでは専属の医療スタッフが最新のスポーツ医学や栄養学を駆使して所属選手の体調管理を行っている事が多く、中にはミランラボ(ACミラン)等の様に専用のメディカルセンターを開設しているクラブまである。また、選手個人でも食事管理やトレーニング、マッサージなどの徹底した自己管理を実践して30歳代後半や40歳代でも現役生活を続けている者もいる。

### 収入
サッカー選手の収入には、主に所属クラブから貰う報酬（給料）による収入や個人契約の広告出演料による収入、映像作品や著作本などからの印税収入があり、人気や実力を兼ね備えた選手になれば所属クラブからもらう報酬だけでも数億円に達する。また、ナショナルチームに選出されると、日本代表の場合では1試合あたりで20万円程の報酬が選手に支払われる。
クラブから貰う報酬に関しては、「年俸」と「出場給」に大きく分けられ、更に年俸を月給に換算すると「基本給」と「勝利給」に分かれる。なお、「勝利給」とは所属するチームが試合で勝った事を条件に支払われる報酬の事で、クラブの財政事情によって異なるが、「ホームで勝利した場合」と「アウェーで勝利した場合」でも金額が違うのが一般的である。また、「出場給」とはクラブが規定した1試合あたりの出場時間を満たした事を条件に支払われる報酬の事で、金額もクラブによって様々である。なお、これらの他にもクラブによっては各ポジションの特性を生かした「特別給」というものがあり、そのポジションにおいて年間を通して一定の活躍をした場合に限って支払われる報酬もある。

### 移籍
サッカー選手の移籍はFIFAによって基本原則が決められており、これに基づいてサッカーリーグを管轄している各国協会が詳細なルールを定めている。
現在の移籍制度となったのは1995年12月に欧州司法裁判所で下されたボスマン判決以降である。移籍の制度としては、合意した移籍金を支払って保有権ごとに他チームへ移籍する「完全移籍」と、短期間の期限を設けて移籍先のチームが移籍元のチームにレンタル料を払って移籍する「レンタル移籍」（ローン移籍）などがある。なお、サッカー界では人材や金銭によるトレード移籍は基本的にドラフト制度やフリーエージェント制度といったものが存在しない事、1回での契約年数が平均5年以内程と短期間な事、レンタル移籍といった制度などがある事から北米4大プロスポーツリーグ界程には活用していない。
また、FIFAは各国サッカー協会に対して第1登録期間と第2登録期間の年2回による選手登録期間（移籍期間）を義務付けており、第1登録期間はシーズンの開閉幕間に最大12週間まで、第2登録期間はシーズン中に最大4週間まで設ける事が可能で、それ以外での選手登録は不可である。また、海外移籍の場合には移籍先のサッカー協会が設けた選手登録期間でないと登録する事が出来ない。ただし、選手登録期間外でも事前にどのサッカー協会にも選手登録しておらず無所属であれば期間に関係なく選手登録する事は可能である。なお、追加登録期限は国内・海外移籍に限らず適用される。Jリーグの場合は例年8月末頃まで。

### 育成
主に学校の部活動単位と地域のクラブ単位の2種類で選手育成が行われており、各国によってその構造や考え方が若干異なっている。例えば、欧州諸国では育成システムの中で技術的、戦術的なトレーニングをする事で優秀な選手を作り出そうとしているが、逆に南米諸国では試合形式などの実践的なトレーニングを中心に戦術的な規律やメンタル、基礎的な体力トレーニングを指導する。また、日本や韓国などのアジア諸国などでは基本的に学校の部活動に頼った学校依存型の育成システムが一般的である。アフリカ諸国では主に欧州諸国の植民地時代に作られた小中学校年代のサッカー部から高校年代に国内のクラブを経て、欧州諸国のクラブへ加入する事が多い。なお、管轄している協会によっては選手を指導する条件として当該協会が指定する各種指導者ライセンスが必要な場合がある。
フランスでは、フランス政府とFFF、クラブの共同出資により、どのクラブにも属さない若手選手を育成する目的で、1974年に「クレールフォンテーヌ国立研究所」（INF）をフランス中部のヴィシー（当時）の他、全国6箇所に設立し、同施設の最高責任者にあたる「ディレクトール・テクニーク・ナシオナル」（国家公務員）を置いた。また、その一方でフランス国内にあるクラブ側も1960年代末頃にASサンテティエンヌやFCナントが育成センターを設置、現在では1〜2部に所属している全てのクラブに育成センターの設置が義務付けられている事からフランス全土に41箇所ある。加えて、各クラブでは「育てて高く売却する」という考え方が広く一般的にあり、各クラブのスカウト網はフランス全土に留まらず、アフリカや中東などからも若い選手を獲得して指導している。育成センターが市内の高校といった教育機関と提携している事から育成センター内で学校教育を受ける事が可能であり、一部のクラブでは教師を雇って育成センター内で学校教育を行い、大学入学資格の取得も可能となっている。なお、トレーニング費用や寮費、食費などと同様に学費もクラブが負担している。
オランダでは、海外移籍を念頭に置いている事からチームの戦術に早期に適応出来るようにする為に「選手を賢く育てる」という事に重点を置いている。この事から、実際の練習量よりもミーティングの方が重要視され、フィジカルコーチとチームドクターが全選手の体調管理した上で各選手の練習強度を決めている。なお、試合後は担当者が試合を選手別に分析した上で個々の課題点を提示し、コーチと選手がその課題点を議論する場が設けられる。 また、年代別のオランダ代表チームは国内を6地域に分割した上でそこから地域事情に合わせて更に細分化し、専任のプロコーチを置いて一人当たり平均で40-50のクラブを担当させ、定期的にセレクションを開いて11歳からブロック選抜を編成した上で、ブロックを競わせながらチームの母体を作っている。また、地域の公立校と連携しているクラブも多く、選手用に個別の特別カリキュラムを組み、必要に応じて練習や試合に教諭が同行して個人授業を施す場合もある。
ドイツでは、DFBとブンデスリーガの各クラブが中心となっている。そもそも、ブンデスリーガによる加盟クラブへの経営監査は厳しく、選手の高額な金額での大型移籍や年俸の提示は難しい事から従来の外国人枠の撤廃と共に12人のドイツ国籍選手の登録を義務付け、その中には必ず地元で育成した選手を最低6人は加えなければならない「ドイツ人枠」を導入した。また、DFBは各地域協会、各クラブと指導者間の連携を取りながらクラブの下部組織とは別に12-15歳までの選手を対象にした育成センターを国内の366箇所に設立し、約30名の専任指導者と約1000名の兼任コーチの下で約800名に選手を絞り、ここで選抜された選手は国内の42箇所に設立したユース育成センターで140名の専任コーチの下、トレーニングと学校教育、フィットネス、医療といったサポートを受けている。
イングランドでは、クラブの傘下に選手を育成する下部組織がなく、育成はもっぱら学校の部活動で行われていた。その後、イングランドサッカー協会(FA)も選手育成に乗り出し、幾つもの試行錯誤の末に「センター・オブ・エクセレンス」(地域トレーニングセンター)という学校をイングランド全土の53箇所に設立したものの、十分に機能しなかった事から後にアカデミー制度へと移行した。このアカデミーは各クラブによってホームタウン周辺に複数箇所設置されている事が多く、イングランド全土では39箇所で運営されている。なお、このアカデミーはFAの定める一定の条件を満たしたクラブにのみ同施設の設置と運営を許可されており、設置しているクラブは主に近隣の少年を募集して、提携している周辺の公立学校で学校教育を受けさせながらトレーニング行い、クラブはその見返りとしてアカデミーの選手に対する契約の優先権を得る事ができる。また、16歳以上の有能な選手は練習生として契約する事が可能になり、17歳以上になるとプロ契約も可能となる。
イタリアとスペインでは、各クラブが両国共に2歳ごとの年齢別のユースチームを持ち、それぞれ地域リーグに所属して公式戦を行うシステムになっており、各クラブの独自色が強い育成を行っている。選手の獲得に関してスペインでは特に制限は無いものの、イタリアでは国内であっても遠い地域から選手を獲得する事を禁止している。その為、チームの選手には地元や近郊出身の選手が多い事から地元の選手は各家庭からクラブに通っており、教育も地元の学校に通学している。なお、選手獲得の制限が無いスペインの地方出身者は寮に泊まって提携校に通っている。
アルゼンチンでは、クラブに1〜3軍までは年齢制限が無く、4軍〜9軍までは1歳毎の区切りでチームが作られている。その中でプロの1部リーグと同じ顔のクラブが顔を揃えて年齢ごとのリーグ戦が行われており、年齢別の年間チャンピオンが決められ、4軍〜9軍までの全てのカテゴリーのリーグ戦の勝ち点制によってユース年代のチャンピオンも決めている。
ブラジルでは、これまでストリートサッカーで高度な技術を身に付けた選手を国内のクラブがスカウトしてきたが、代理人が仲介する移籍ビジネスが盛んな現在では選手の海外移籍を前提にスカウトされた選手が環境の整備されたクラブのトレーニングセンターで11〜12歳頃から指導や学校教育を行う体制である。
韓国と中国では、日本と同様に学校の部活動による育成が主流である。韓国には「四強制度」という独特の制度があり、小学校年代の全国大会でベスト4に入らなければ中学校年代の指定校にあるサッカー部に入部する事はできず、更にそこで全国大会のベスト4に入らなければ高校年代の指定校にあるサッカー部に入部する事は出来なかった。ただ、その後はKリーグクラブの下部組織の整備、Kリーグクラブと高校サッカー部の提携(縁故制度)、「四強制度」の緩和、クラブが支援する形でのサッカー留学、ナショナルトレーニングセンターの整備（全国3箇所）、指導者ライセンスの再編などを行った。また、中国でも1994年のプロリーグ発足を機に各地に財閥をスポンサーとするクラブが次々と生まれ、各クラブは育成のための下部組織を充実させた。なお、財政状況にはかなりの格差はあるものの、芝生のトレーニング場を整備して、主に東ヨーロッパ出身のプロコーチが指導にあたっている。また、プロ選手の育成を目的としたサッカースクールも全国に急増しており、選手たちは寮生活を送りながらサッカーのトレーニングに励んでいる。
日本では、Jリーグが発足するまで学校の部活動による育成が主流だったが、現在では学校の部活動、Jリーグクラブの下部組織、地域（サッカースクール・クラブチーム）の3種類に分けられる。学校の部活動は従来の通り、小学校・中学校・高校・大学の4段階に分けられるが、名門の高校サッカー部に至ってはJリーグクラブの下部組織にも負けないほどの設備を備えている所も多く、優秀な選手をJリーグクラブや日本代表に数多く輩出している。Jリーグクラブの下部組織は基本的に、Jリーグクラブ運営のサッカースクール(小学校年代)・ジュニアユース(中学校年代)・ユース(高校年代)の3段階に分かれているが、その詳細な組織構成は各クラブによって異なる。また、地域のサッカースクールやクラブチームのほとんどは中学生年代までを対象としたチームである。なお、小学生〜高校生の間に一貫してひとつの組織に所属している例は少なく、多くの選手はこれらの3本柱を往復している例が普通である。上記の他にも主にU-12、U-14、U-17を対象とした「ナショナルトレセン」という日本サッカー協会によるトレーニング制度もあり、地区トレセン・47都道府県トレセン・9地域トレセン・ナショナルトレセンの4段階からなっている。また、本部統括の下に21箇所のJリーグクラブに設置された育成センターから構成される「Jリーグ・アカデミー」がある。そして、これらとは別にフランスのINFをモデルに作られたエリート教育機関・養成システムの「JFAアカデミー福島」、「JFAアカデミー熊本宇城」も整備している。

### 過密日程
2003年、FIFAコンフェデレーションズカップ2003の大会期間中にカメルーン代表のマルク・ヴィヴィアン・フォエが心臓発作で倒れて急死すると、その後もナショナルチームやクラブチームの試合増加による選手のケガや突然死などが頻発、所属選手のケガによる損害賠償を巡って、ナショナルチームによる国際試合を主催したFIFAや各国サッカー協会などを相手としたクラブチームによる裁判も発生するようになった。
なお、2006 FIFAワールドカップでマイケル・オーウェンが負傷して、1シーズンを棒に振った際には所属先のニューカッスル・ユナイテッドに対してイングランドサッカー協会(FA)がオーウェンの欠場期間中に週10万ポンド(約2100万円)を補償した例もある。

### 差別
欧州の選手による黄色人種や黒人、中南米の選手に対する人種差別的な発言・行為は非常に深刻であり多くの日本人選手も人種差別の被害に遇っている。FIFA等はそれらを容認しておらず、侮蔑的な応援を行った者のいるチームやサポーターに対しては罰金、無観客試合、入場禁止などの罰則を科すといった厳しい処分を行っている。
また、現在のサッカー界は同性愛者にとって、非常に居心地の悪い場所だとの指摘がある。アメリカ代表にも選ばれたことのある元リーズ・ユナイテッドAFCの選手ロビー・ロジャースは、2013年1月、引退をした後で、自らが同性愛者であると告白した。ロジャースは、荒々しい男らしさが求められるサッカー界で、選手がゲイであることを公にすることは「不可能」だとしている。ロジャースは、現役時代にチームメイトがゲイを侮辱する軽口や罵言を言うのを何度も聞いたことがあり、故に現役中に同性愛を公言できなかったと語っている。

### 禁止薬物
1994年、1994 FIFAワールドカップの大会期間中にアルゼンチン代表だったディエゴ・マラドーナの体内から禁止薬物のエフェドリンが検出され、無期限の出場停止を命じられて同大会から追放された。その後、ドーピングについては、FIFAが2002年のFIFAワールドカップから自身開催の国際大会で血液検査を、各国サッカー協会が独自に尿検査を行っている。

### その他
1994年、1994 FIFAワールドカップの大会終了後に第2戦のアメリカ合衆国代表戦でオウンゴールを許したコロンビア代表のアンドレス・エスコバルが帰国後に射殺され、後に「エスコバルの悲劇」と呼ばれる。

## 代理人
サッカーにおける代理人(エージェント)としての種類には、選手側と契約して「チーム・スポンサーとの交渉」や「選手生活のサポート」をする代理人とクラブ側と契約して「有望な選手へのスカウト・交渉活動」をする代理人がおり、クラブ側と契約する代理人は更にクラブ側に直接所属して活動をする代理人とクラブ側と代理人業務の契約をして現地に在住しながら定点観測的に選手情報を契約しているクラブ側に提供したり、選手へのスカウト活動をする代理人の2種類に分ける事が出来る。
一般的に代理人業務は選手の親類や知人、引退選手、弁護士などが務める場合が多いが、Jリーグでは規定でFIFA公認の資格を持つ者か弁護士に限定している。なお、FIFA公認代理人の認定は各国のサッカー協会に委ねられており、代理人と契約するか否かはFIFAなどで明確に規定しているわけではないが、一般的に現役のプロサッカー選手やプロサッカー選手として契約するアマチュアサッカー選手は代理人を通してクラブ側と交渉などをする事が一般的である。これは、代理人を通す事によって、肉体的・精神的な選手への負担を軽減すると共に、クラブ側と公平な立場で円滑な交渉を進める事が出来るからである。
ただ、その一方でアフリカ大陸などのサッカー関連の組織や施設が未整備で貧困層が多い国々では、一部の代理人が10代の選手を中心に言葉巧みに欧州へ誘い、両親から多額の報酬を受け取ったのにもかかわらず、渡欧後に選手へ十分な代理人業務を行わないまま、欧州各国で活躍できなかった選手がそのまま不法滞在になって路頭に迷う事も少なくない。また、自身が契約している選手に対して法外な金額の代理人手数料を請求したり、自身が契約している選手が他クラブへ移籍する際や所属クラブとの更改交渉を行う際に交渉先のクラブ側に対して自身への裏金を要求するなどといった事態が発生している。

## 試合観戦

### サポーター
サッカーの世界では、自分の贔屓のチームを応援する人々を「ファン」ではなく、サポーターと呼ぶ。彼らは一般的な試合観戦者とは違い、贔屓にしているチームの選手が着ている物と同じ種類の市販されているレプリカユニフォームやチームをあしらったタオルマフラーなどを身につけて応援しているのが特徴的で、その中でも自分の贔屓のチームを特に熱心に応援するサポーターを「応援の核をなすサポーター」という意味でコア・サポーターと呼んでいる。彼らは大小幾つかの集団(ウルトラス)を形成し、スタジアムの中である種の独特な雰囲気を醸し出している。
しかし、彼らの中にはフーリガンと呼ばれる一部の好戦的な人々がスタジアムの中や周辺におり、彼らが試合の前後や最中に起こす数々の反社会的な行為はサッカー界の問題のひとつでもある為、イングランドやドイツでは議員立法によるスタジアムの大幅な基準強化によるスタジアム内の監視体制やフーリガンの取り締まりを行っている。
応援方法については太鼓（スルド）やラッパ（ブブゼラ、チアホーン）などの楽器で演奏しながら自分のチームのチャント(応援歌)を歌ったり、楽器をほとんど使わずに声のみでチャントを歌ったりとその応援方法は国によって大きく異なっている。なお、日本では試合が始める前から試合が終了するまでの間、ほとんど休まずにサポーター集団がゴール裏で楽器を鳴らしてチャントを歌いながら飛び跳ねるという形が主流である。
「サポーター」という語が持つ意味はその文脈によるところが大きく、様々な接頭語と共に用いられる（例：特に熱心なサポーター=コアサポ、ゴール裏で主に応援するサポーター=ゴール裏サポ、等）。なおブラジルでは、彼らはトルシーダ（Torcida, 応援団）、あるいはカミーザ・ドーゼ（Camisa 12, 12番目のシャツとの意味）とも呼ばれる。特にコリンチャンスの応援団ガヴィオンィス・ダ・フィエル（Gaviões da Fiel）は最大規模の応援団として知られる。他にはサンパウロFCのインデペンデンテ（Independente）、パルメイラスのマンシャ・アウヴィ・ヴェルデ（Mancha Alvi-Verde）とフラメンゴのトルシーダ・ジョーヴェン（Torcida Jovem）がよく知られている。Jリーグ発足当時には、これにならいカミーザ・ドーゼを名称とした応援団が、旧・読売ヴェルディで組織された（現在はない）。

### 音楽
大規模なサッカー大会やプロサッカーリーグといったリーグ戦やカップ戦などの試合では、選手がスタジアムのピッチへ入場する際にアンセムを流す事が多い。特に、これらの中でもFIFA主催の国際大会で流される「FIFA Anthem」やUEFAチャンピオンズリーグで流される「UEFA Champions League Anthem」は有名である。FIFA主催の国際大会では、通常は「FIFA Anthem」を使用しているが、2002 FIFAワールドカップの際には「アンセム-2002 FIFA World Cup 公式アンセム」という楽曲が使用された。なお、上記とは別にクラブ単位でホームゲーム専用のアンセムを制作していることも多い。
ナショナルチーム同士の試合（公式戦、親善試合問わず）では、開始前に儀礼として対戦する両国の国歌を演奏する。
クラブの試合でも、国内カップ戦の決勝戦など重要な試合では試合前に国歌を演奏する国が多い。
また、「You'll Never Walk Alone」の様にサポーターソングとして世界中のサポーターの間で長年親しまれている楽曲もある。

### 観客を巻き込む大規模な死亡事故
- 1964年：　エスタディオ・ナシオナルの悲劇（318人死亡）
- 1982年：　ルジニキの惨事（公称66人、実数340人以上死亡）
- 1985年：　ヘイゼルの悲劇（39人死亡）
- 1989年：　ヒルズボロの悲劇（96人死亡）
- 2012年：　エジプト・サッカー暴動（74人死亡。その後に場外で発生した暴動による死者も多数。）

## 表彰
サッカー界には現役の選手・監督・審判などを対象に、FIFAワールドカップ終了後にFIFAによって選出される「FIFAワールドカップの各賞」、報道関係者によって選出される「FWA年間最優秀選手賞」や「バロンドール」、選手・監督・報道関係者によって選出される「FIFAバロンドール」、選手・監督によって選出される「PFA年間最優秀選手賞」と「PFA年間最優秀若手選手賞」、監督によって選出される「FIFA最優秀選手賞」や「UEFA年間最優秀選手」や大陸連盟によって選出される「アジア年間最優秀選手賞」などがある。なお、日本ではシーズン終了後に合わせて「Jリーグアウォーズ」が1年に1回開かれ、MVPや得点王などを表彰している。
また、上記以外にはその国や地域のサッカー界に大きく貢献をした引退選手や功労者を対象にした「イングランドサッカー殿堂」や「日本サッカー殿堂」など、各試合のマッチコミッショナーによって選出される「Jリーグ マン・オブ・ザ・マッチ」など、FIFAや各大陸連盟などの記念事業として1回限りで選出される「FIFA 100」などがある。

## 報道
サッカーの報道は新聞（一般紙、スポーツ新聞）やサッカー専門誌などに代表される活字媒体、ラジオやテレビなどに代表される放送媒体、インターネットなどに代表される通信媒体を使用したマスメディアがサッカーの試合中継や速報、評論などを行っている。これらの中でもサッカーを専門的に扱っているメディアを「サッカーメディア」と呼び、フランスのフランス・フットボールやドイツのキッカーは世界的権威があり、日本では週刊サッカーマガジンや週刊サッカーダイジェスト、エル・ゴラッソなどが有名である。なお、それらとは別に特定のクラブのみを取り上げている雑誌やテレビ番組（クラブTV）といったサッカーメディアもある。
また、マスメディアで試合全般や選手のプレー、監督の采配などの評論をしている評論家は自身を「サッカージャーナリスト」や「スポーツジャーナリスト」等といった肩書きで名乗っている場合が多い。世界的に彼らの論評は全体的な傾向としては厳しく、強豪国にもなると試合で良い結果を収めてても、試合内容が悪ければ監督や選手が批判にさらされる事も少なくない。特に、スポーツ新聞のガゼッタ・デロ・スポルト(イタリア)やマルカ(スペイン)、レキップ(フランス)などは厳しい評論で有名で、イギリスで発行されている大衆紙のザ・サン、デイリー・ミラー、タイムズなどに至っては、サッカーの評論以外にも選手や監督の人間関係や私生活などといったゴシップ記事も幅広く扱っている。その一方で、これら厳しい評論の傾向にある海外のマスメディアと比べると、日本の評論は賛美や擁護の記事が目立つ事が多く、たとえ批判的な記事であっても単に感情的なものに終始していると言われている。また、取材対象も欧州や南米ではナショナルチームよりもクラブチームの動向を中心に報道を行っているが、日本は逆である。
インターネットが一般的に普及した2000年代前後からはウェブサイト上で、評論家や一般の人々によるBBSやブログなどのツールを利用した評論活動などが盛んに行われている。また、選手個人やクラブ単位などでも自身の公式サイトを開設して情報を発信している。
テレビやラジオなどで放送される試合中継には莫大な放映権料が主催者側やクラブ側に対して支払われるので、クラブ側にとっては大きな収入源の一つにもなっている。

## 世界の事情
他の競技と比べてもサッカーは世界規模で親しまれているが、その中心的な役割を果たしているのが欧州と南米で、これらの大陸の競技レベルの高さや興行的な規模の大きさは他の大陸とは格段の差がある。また、その様な事情からFIFAの運営はこれらの大陸出身者が要職を占めている事の方が多い。ただ、これらの大陸に属する全ての国々でこういった事がいえるという訳ではなく、フランス、イタリア、スペイン、オランダ、ドイツ、ブラジル、アルゼンチンといった国際大会での高成績や有名な選手を数多く生み出している「サッカーの強豪国」や「競技発祥の地」とされているイングランドに集中している。

### イギリス
中世のイングランド、ウェールズ、スコットランド、北アイルランドといったイギリス各地において「マス・フットボール」や「モッブ・フットボール」と呼ばれるフットボールが農村を中心に親しまれていたが、産業革命の影響で18〜19世紀頃には一部を除くと衰退していった。その後、サッカーとラグビーの前身とされるレクリエーション競技が誕生、イングランドのパブリックスクールに通う子弟らによって統一ルールを制定する際に意見の相違から現在のサッカーとラグビーへと分化して成立した。この経緯からイギリス及びイングランドを「近代サッカーの母国」と呼んでいる。
イギリス国内にある「イングランドサッカー協会」(The FA)、「ウェールズサッカー協会」(FAW)、「スコットランドサッカー協会」(SFA)、「北アイルランドサッカー協会」(IFA)の4協会は全て、FIFAよりも早く発足していた。その為、これら4協会は当初、「4協会の独立性の維持」や「アマチュア規定の解釈の相違」などの理由からFIFAへの加盟と脱退を繰り返していたが、後に「国内の地域単位での加盟」という加盟国の中では唯一の特例でFIFAに加盟したので、それぞれ地域協会ごとにナショナルチームとサッカーリーグを持ち、更に7人いるFIFA副会長の一人はこの4協会から選ばれている。
かつて、イングランドなどのイギリス各地ではフーリガンの存在が大きな社会問題だった。特に、彼らが原因となったヘイゼルの悲劇は近代サッカー史上に残る程の大惨事で、こういった相次ぐフーリガン絡みの事件や事故を重く見た政府は1980年代にフーリガン規制法を制定し、スタジアムの大幅な安全基準の見直しなどを行った。現在では各スタジアムの試合運営スタッフがスタジアムの至る所に監視カメラを設置し、特定のフーリガンに対する厳重な監視や入場制限を行い、近年ではスタジアムではそれまで頻発していたフーリガン絡みの事件や事故の件数が減少した。
なお、国内にあるクラブチームではマンチェスター・ユナイテッド、リヴァプール、チェルシー、アーセナル、マンチェスター・シティ、トッテナム・ホットスパーなどが有名。

### イタリア
イタリア代表の愛称は「アズーリ」(Azzurri)。また、クラブチームでもイタリア国内にはUEFAチャンピオンズリーグなどの国際大会で数々の輝かしい成績を残してきたインテル・ミラノ、ACミラン、ユヴェントスなどといった多くの強豪チームが本拠地を置いている。
ただ、近年はフーリガンによる暴力事件や2005/06シーズンに発覚した「カルチョ・スキャンダル」などが国内の社会問題にまでなっている。

### スペイン
FCバルセロナとレアル・マドリードは世界的にも有名で、両クラブによる「エル・クラシコ」は全世界のサッカーファンが注目する一戦である。また、アスレティック・ビルバオは地元の出身者だけで構成されたチームに拘っている事で知られている。
スペイン代表の愛称は「無敵艦隊」や激怒、激高の意味を持つ「ラ・フリア」(La Furia Roja)。なお、FIFAなどには加盟できないものの、国内には自治州ごとにサッカーの自治州選抜チームが組織されており、カタルーニャ州選抜、バスク国代表などがある。

### ドイツ
ドイツ代表の愛称は「マンシャフト」(Die Mannschaft)。
また、国内にあるクラブチームではバイエルン・ミュンヘン、ボルシア・ドルトムントなどが有名。

### オランダ
オランダ代表の愛称は「オレンジ軍団」。
なお、国内にあるクラブチームではアヤックス、PSVアイントホーフェン、フェイエノールトなどが有名。

### フランス
フランス代表の愛称は「レ・ブルー」(Les blues)。
なお、国内にあるクラブチームではパリ・サンジェルマンなどが有名。

### アルゼンチン
アルゼンチン代表の愛称は水色と白の意味を持つ「セレステ・イ・ブランコ」(Celestey Branco)、あるいは空色と白の意味を持つ「アルビセレステ」(Albicelestes)。
また、首都であるブエノスアイレスに本拠地を置く、CAリーベル・プレートとボカ・ジュニアーズによる「スーペルクラシコ」は南米大陸地区のみならず、世界でも有名なダービーマッチのひとつである。なお、アルゼンチンでは「バビーフットボール」と呼ばれる現在のフットサルに似た競技が非常に盛んである。

## 参考書籍
- 『欧州サッカースタジアムガイド』 野辺優子、斉藤健仁 えい文庫
- 『フットボール株式会社 〜プロサッカークラブ運営の“仕組み”と“からくり”〜』 ワールドサッカーダイジェスト 6月16日号 日本スポーツ企画出版社
- 『全世界サッカー読本〜世界114カ国のフットボール事情をナビゲート〜』 東邦出版
- 『スポーツ・スピリット21⑧ イングランドサッカー・「黄金の軌跡」』 ベースボール・マガジン社
- 『世界のサッカーエンブレム完全解読ブック』 野辺優子、斉藤健仁 えい文庫
- 『世界のサッカーエンブレム完全解読ブック2』 野辺優子、斉藤健仁 えい文庫
- 『世界のサッカーエンブレムFILE』 斉藤健二 エイムック1783